# براندون جونز (منافس ألعاب قوى)
براندون جونز (بالإنجليزية: Brandon Jones) هو منافس ألعاب قوى بليزي، ولد في 19 يوليو 1987 في نورفولك في الولايات المتحدة.

## وصلات خارجية
- براندون جونز على موقع الاتحاد الدولي لألعاب القوى (الإنجليزية)
- براندون جونز على موقع اللجنة الأولمبية الدولية (الإنجليزية)
- براندون جونز على موقع أوليمبيديا (الإنجليزية)